# Reggenza di Kaimana
La reggenza di Kaimana (in indonesiano: Kabupaten Kaimana) è una reggenza dell'Indonesia, situata nella provincia di Papua Occidentale.